# Ernström & C:o
Neudi & C:o AB är ett svenskt investmentbolag med säte i Göteborg. Bolaget grundades år 1918 av Ivar Ernström. Bolaget huserar i Hallska Huset på Östra Hamngatan 19, en fastighet som tidigare beboddes av John Hall den äldre.